# Longworth, Nordvästra England
Longworth var en civil parish från 1866 till 1898 då den blev en del av Turton, i grevskapet Lancashire, i England. Civil parish var belägen 12 km från Blackburn och hade 102 invånare år 1891.